# Mário Tavares
Mario Tavares (født 18. april 1928 i Natal - død 2003 i Rio de Janeiro, Brasilien) var en brasiliansk komponist, dirigent og cellist.
Tavares studerede cello fra han var 17 år hos private lærere. Han studerede senere komposition hos Claudio Santoro og direktion hos Victor Tevah.
Han var første cellist i Brazilian Symphony Orchestra, og blev chefdirigent for Municipal Theatre Symphony Orchestra of Rio.
Tavares har skrevet 2 symfonier, orkesterværker, kammermusik, cellokoncert, korværker, balletmusik, kantater, symfoniske digtninge etc.

## Udvalgte værker
- Symfoni nr. 1 "Guararapes" (1981) - for orkester
- Symfoni nr. 2 (1991) - for orkester
- "Strandlig" (1963) - ballet
- "Folkloristisk åbning" (1955) (overture) - for kor og orkester
- "Ganguzama" (1959) - (Symfonisk digtning) for solister, kor og orkester